# Замірко Олексій Юрійович
Олексі́й Ю́рійович Замі́рко — солдат Збройних сил України.
Закінчив Пирятинський ліцей.
Вояк 1-го батальйону 79-ї бригади. На початку лютого 2015-го автомобіль, в якому перебував Олексій Замірко, підірвався на міні. Одну ногу Олексію ампутували відразу, другу — в Дніпропетровському шпиталі. Контужений, ушкоджені очі, роздроблена рука.
Встановили протези ніг. Побрався з коханою дівчиною Ольгою.

## Нагороди
За особисту мужність і героїзм, виявлені у захисті державного суверенітету та територіальної цілісності України, вірність військовій присязі під час російсько-української війни
- нагороджений орденом «За мужність» III ступеня (9.4.2015).